# Gloeocorticium cinerascens
Gloeocorticium cinerascens — вид грибів, що належить до монотипового роду  Gloeocorticium.

## Поширення та середовище існування
Зростає в Аргентині.